# Deutsches Technikmuseum Berlin
Deutsches Technikmuseum Berlin är ett tekniskt museum i stadsdelen Kreuzberg i Berlin.
Museet öppnades 1982 under namnet Museum für Verkehr und Technik, i lokaler tillhörande lokstallarna och godsbangården vid den tidigare stationen Anhalter Bahnhof,  och övertog då samlingar från flera äldre tekniska museer i Berlin. Museets huvudutställningar behandlar tysk sjöfart, luftfart och järnvägstrafik, ölbryggning, smyckesproduktion, energiproduktion samt datateknik.

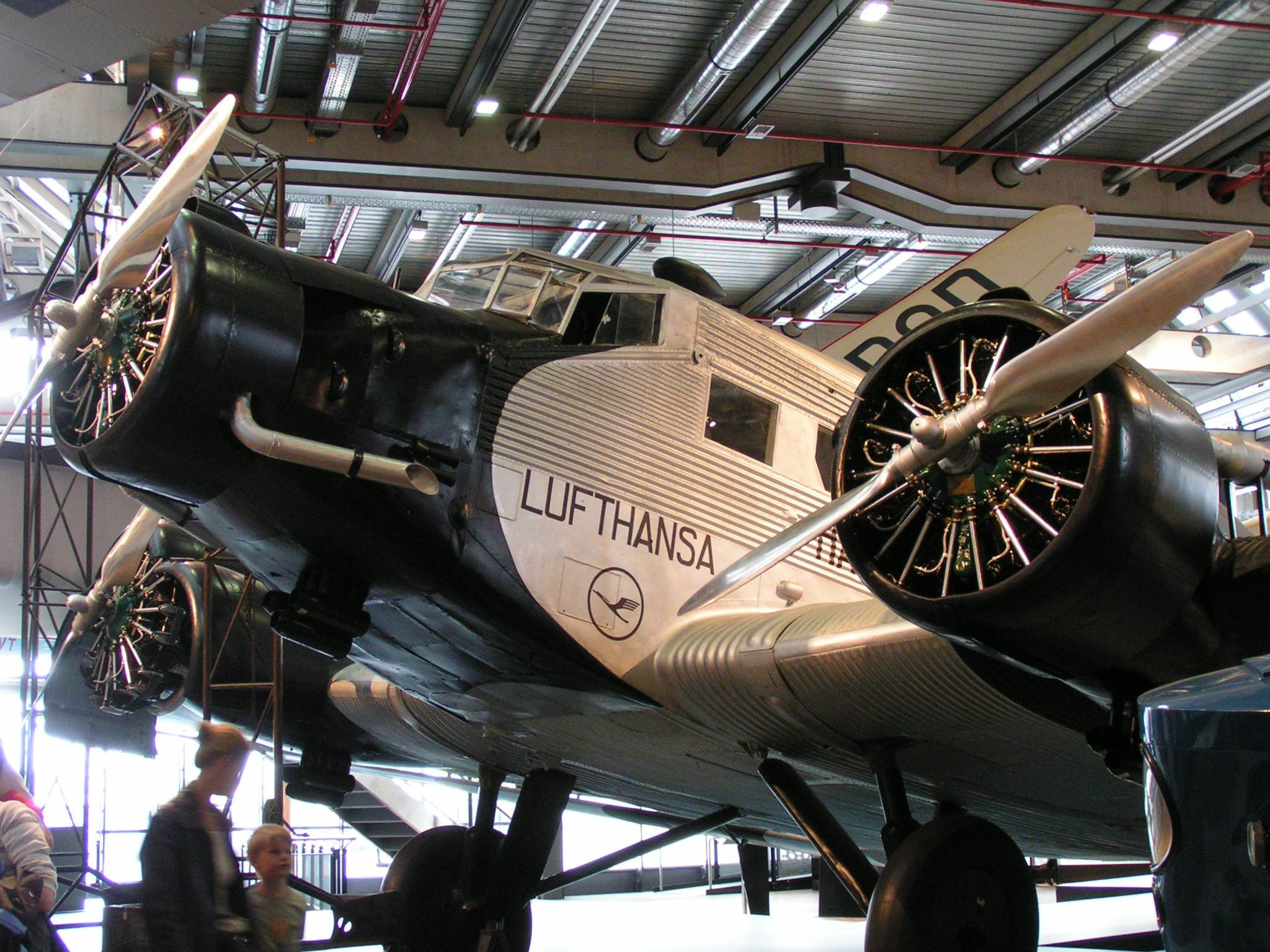
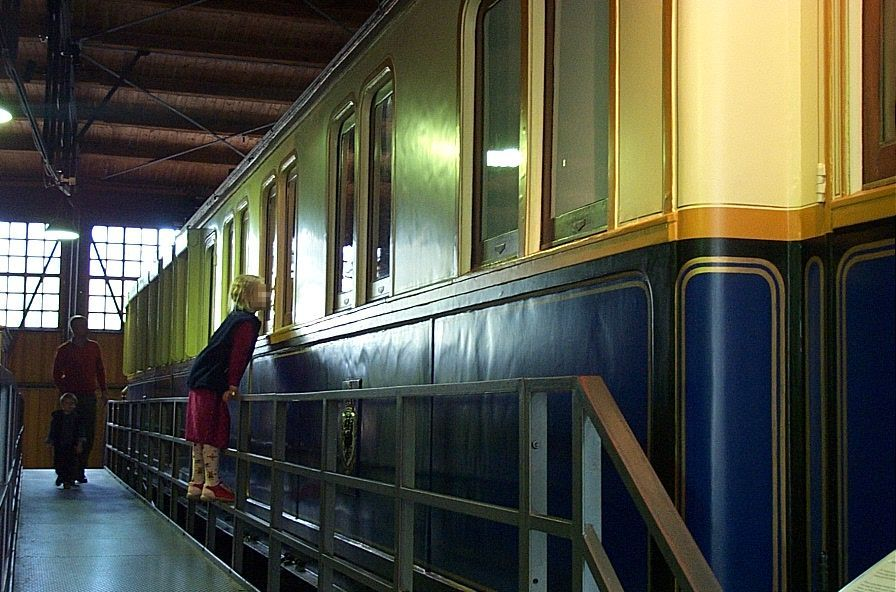